# Raimundo Castro-Cires
Raimundo Castro-Cires (Valladolid, España, 15 de marzo de 1894 - Madrid, España, 23 de abril de 1970) fue un pintor, dibujante y mosaiquista español.
Empezó en la pintura en la Escuela Industrial de Valladolid, para más tarde estudiar en la Escuela Superior de Pintura, Escultura y Grabado. Fue discípulo de Muñoz Degrain, de quien, sin embargo, no se advierte ninguna influencia en sus paisajes.
Aunque se dio a conocer en exposiciones anteriores, su primer gran éxito fue el de la del Museo Nacional de Arte Moderno de Madrid en 1927. Desde entonces y hasta su muerte, realizó o participó en numerosas exposiciones, especialmente en Madrid y Valladolid, aunque también fuera de España como México, Argentina e Italia.

## Obra
En sus comienzos realizó tanto retratos, como temas costumbristas de gente del mar y del campo y aunque nunca los abandonó, su obra fue inclinándose paulatinamente hacia los paisajes, en especial los castellanos, pero también de otras partes de España, como Andalucía, el País Vasco, Cantabria, Asturias o Valencia.
Entre su extensa obra, se pueden citar los cuadros:
- Tirando redes
- Puerto Chico
- Un marino
- Comedianta
- Castillo de Cuéllar
- Pescadores alicantinos
- Molino
- Murallas de Ávila